# 원초
원초(元初)는 중국 후한(後漢) 안제(安帝)의 두 번째 연호이다. 114년 1월에서 120년 4월까지 6년 4개월 동안 사용하였다.

## 개원
영초(永初) 8년 음력 1월 2일(114년 2월 24일)에 연호를 원초(元初)로 개원함.

## 연대대조표
| 원초                | 원년       | 2년        | 3년        | 4년        | 5년        | 6년        | 7년        |
| 서력                | 114년      | 115년      | 116년      | 117년      | 118년      | 119년      | 120년      |
| 육십간지 (六十干支) | 갑인(甲寅) | 을묘(乙卯) | 병진(丙辰) | 정사(丁巳) | 무오(戊午) | 기미(己米) | 경신(庚申) |

## 같이 보기
- 중국의 연호